# Небудь-де
«Небудь-де» (англ. Neverwhere) — фантастичний роман Ніла Ґеймана у жанрі міського фентезі, новелізація однойменного телесеріалу для BBC. 1997 року роман став найкращою книжкою року за версією сайту НФ (вибір редакторів), а 1999 року приніс авторові премію Жулі Верланже.
Ця книжка розповідає про пригоди звичайного чоловіка на ім'я Річард Мейг'ю, який несподівано вплутується в дивовижну і вкрай небезпечну пригоду. Врятувавши дівчину на ім'я Дуері, Річард згодом провалюється крізь розколину в Долішній Лондон, де панують зовсім інші правила та порядки, ніж у звичайному Лондоні — Горішньому.
Разом із Дуері Річард вирушає на пошуки замовника, який найняв головорізів, щоб ті вбили всіх родичів дівчини. На своєму шляху вони зустрічають чудовиськ, ченців, горлорізів (найманих умертвителів), ангела та інших персонажів. У нелегкій мандрівці цю пару супроводжують Маркіз де Карабас та Мисливиця, які всіляко допомагають їй досягти поставленої мети.

## Історія створення та видання
На початку 1990-х Ленні Генрі запропонував Ґейману написати сценарій фентезійного телесеріалу для BBC й подав ідею про гурт безхатченків, які живуть під Лондоном. Письменник погодився, а вже 1996 року світ побачив британський міні-серіал «Небудь-де».
Ґейман вважав, «що зображуване на екрані було далеким від того, як він все бачив у своїй голові», тому й вирішив одночасно написати однойменну новелізацію. У серпні 1996 року видавництві «BBC Books» випустило цю книжку з обкладинкою, яку створив ілюстратор Дейв Маккін. 2 вересня 1996 року також вийшла однойменна аудіокнижка, яку начитав Гарі Бейквелл, актор, який виконав роль Річарда Мейг'ю в міні-серіалі.
1997 року американське видавництво «Avon Books» опублікувало оновлене видання книжки. Ґейман фактично зробив її другу версію, адаптувавши текст до американських реалій. «На час завершення книжки з'ясувалося, що я додав близько двадцяти тисяч слів і видалив інші кілька тисяч». Невдовзі світ побачила також авторська версія тексту, що поєднує британське і американське видання.
У період між 1 серпня 2005 року і 1 вересня 2006 року вийшло 9 випусків однойменного коміксу — «Небудь-де», який 14 лютого 2007 року вийшов під одною палітуркою у форматі графічного роману. Автором став Майк Кері, а художником — Глен Фебрі.
2007 року видавництво «HarperCollins Publishers» випустило однойменну аудіокнижку, яку начитав сам Ніл Ґейман.
2010 року видавництва «William Morrow» та «HarperCollins» презентували лімітоване видання книжки «Небудь-де» з тиражем 1000 пронумерованих примірників, що містили автограф автора, спеціальний обшитий тканиною сліпкейс з вирізаною апертурою крізь яку видно відштамповані на обкладинці золоті двері, мапу лондонської підземки на форзацах, авторське видання тексту з спеціальним вступом від автора, «Файли Небудь-де» — авторські матеріали, які проливають світло на залаштункову історію створення роману.
2016 року вийшло видання роману «Небудь-де» з ілюстраціями Кріса Ріделла. Цього ж року світ побачило видання у белетристичному стилі ретро з м'якою обкладинкою, яку створили Роберт Е. Мак-Гінніс (художник) і Тодд Кляйн (написи та лого).
2017 року опубліковано український переклад авторської версії тексту «Небудь-де» у видавництві «КМ-Букс» (перекладач — Віталій Ракуленко). Цього ж року американський ілюстратор Девід Мек представив на японському КомікКоні в Токіо постер із зображенням Дуері.

## Сюжет
Річард Мейг'ю — молодий чоловік, який нещодавно переїхав з Шотландії до Лондона й працює в офісі фінансово-аналітичної компанії. Таке спокійне життя перевертається з ніг на голову, коли Річард, ідучи зі своєю нареченою Джессікою на зустріч з її босом, містером Стоктоном, допоміг незнайомій дівчині, що лежала закривавлена на хіднику.
Річард відносить поранену дівчину до своєї квартири, а вже наступного ранку помічає, що на дівчині, яку звати Дуері, не залишилося жодного сліду від вчорашньої рани. Вона посилає Річарда на пошуки Маркіза де Карабаса, який міг би допомогти їй врятуватися від найманих убивць — містера Крупа та містера Вандемара, що полюють на неї. За допомогою наданих йому інструкцій Річарду вдається розшукати Маркіза й привести його до свого помешкання, однак гість відразу ж зникає. Невдовзі Річард поплатився за свій добрий вчинок — став невидимим, втратив роботу, а його квартиру здали в оренду іншим людям.
Річард вирішує повернути все на колишній лад. Шукаючи Дуері, він занурюється у світ Долішнього Лондона. Там Річард зустрічає безхатька Іліастера, який може його бачити, й питає в нього про дорогу на Плавучий ринок, єдине відоме йому місце в Долішньому Лондоні, куди прямувала леді Дуері. Безхатько натомість приводить його до щуровустів, які поклоняються й підкоряються щурам. Щуровусти нападають на Річарда, грабують його, але скоряючись наказу Довгохвоста із клану Сірих, відпускають на волю неушкодженим. Щоб добратися до Плавучого ринку, Річарду доводиться перейти через нічний Лицарський міст, і там у темряві зникає щуровустка Анестезія, яка його супроводжувала. Прийшовши на Плавучий ринок, Річард знаходить Дуері, яка саме влаштовує змагання претендентів на посаду її охоронця.
Цю посаду здобуває Мисливиця, яка перемогла в бою всіх суперників. У новому складі вони вирушають до Графського двору. Раніше Дуері та Маркіз знайшли у помешканні дівчини щоденник її батька й прочитали письмову пораду доньці шукати допомоги в ангела Ізлінгтона. Добувшись до Графського двору, таємничого підземного потяга, що курсує своїм власним дивним маршрутом, Маркіз де Карабас відлучається від гурту, бо колись посварився з Графом і той відтоді не терпить Маркіза. Граф віддає своїм гостям сувій, у якому написано, що ангела Ізлінгтона можна знайти, пройшовши крізь Анґелус — велетенські двері собору на території Британського музею.
Дуері й Річард вирушають до музею, а Мисливиця залишається в Долішньому Лондоні, бо через накладене на неї прокляття не може навідуватися до Горішнього Лондона. Після пошуків вони знаходять Анґелус, і Дуері відчиняє його за допомогою свого сімейного дару. Увійшовши до кам'яної зали, Дуері та Річард зустрічають ангела Ізлінгтона. Він обіцяє відкрити подробиці вбивства родини Дуері, якщо героям вдасться роздобути для нього ключа. Цей ключ відмикає двері, що ведуть до раю, й перебуває під охороною Чорних братів.
Дуері та Річард повертаються до Долішнього Лондона, де до них приєднується Мисливиця. Тим часом Маркіз де Карабас дізнається від містера Крупа та містера Вандемара ім'я замовника вбивства членів родини Дуері. За цю інформацію Маркізові доводиться розплатитися безцінною фігуркою, виготовленою за часів династії Тан, а невдовзі — й своїм життям. Головорізи пообіцяли Маркізові, що пустяться в погоню за ним не раніш як за годину, але порушують обіцянку, наздоганяють його і вбивають.
Мисливиця, Дуері та Річард прибувають до Чорних братів, які влаштовують для них Випробування Ключа. Мисливицю випробовують на силу, Дуері — на кмітливість, а Річарда — на характер. Тільки цьому героєві вдається пройти випробування (Річардові навіюють, що всі його пригоди в Долішньому Лондоні — це лише сон і галюцинації, та він пригадує всі події, намацавши у своїй кишені кварцову намистину з намиста Анестезії). Здобувши ключа, вони роблять його копію на новому Плавучому ринку. Не знайшовши там Маркіза, Річард зустрічає Ламію, одну з Оксамитових, яка погоджується стати їхньою провідницею до помешкання ангела Ізлінгтона.
Ламія провадить Дуері, Річарда та Мисливицю вулицею Даун-стріт, що веде до ангела Ізлінгтона. Тим часом Старий Бейлі, натрапивши на тіло де Карабаса, воскрешає його за допомогою срібної коробочки, яка містить частину маркізового життя. Маркіз іде слідом своїх друзів і, дуже вчасно наздогнавши їх, рятує Річарда від лиха: Ламія мало не випила життя Річарда і не перетворила його на таку саму холодну істоту, як вона сама.
Мисливиця стає зрадницею, віддавши Дуері в руки містера Крупа та містера Вандемара взамін за магічний спис, яким можна перемогти лондонського Великого Звіра. Вбивці за допомогою талісмана без перешкод проходять повз чудовисько, а Річард, де Карабас і Мисливиця мусять пройти крізь великий лабіринт, де їх уже очікує Звір. Річард і Мисливиця стають до бою з ним. Мисливиця гине, а Річарду вдається пронизати чудовисько магічним списом.
Прийшовши до Ізлінгтона, Річард і де Карабас усвідомлюють, що це грішний ангел, покараний ув'язненням у цитаделі — кам'яній залі. Виявляється, саме Ізлінгтон найняв головорізів містера Крупа та містера Вандемара, щоб ті убили членів родини Дуері. Ангел вчинив таке, бо лорд Партіко відмовився йому допомагати. Також стає відомо, що Ізлінгтон підробив щоденник батька Дуері, щоб заманити її до себе. Розраховував на те, що дівчина за допомогою здобутого ключа та власного сімейного дару відімкне двері, які ведуть до раю. Він мав на меті також помститися іншим ангелам, відповідальним за його вигнання.
Коли Річарда починають катувати, Дуері погоджується відімкнути двері й робить це копією ключа. Через те перед Ізлінгтоном, містером Крупом і містером Вандемаром відкривається дорога не до раю, а до пекла. Воно поглинає цих лиходіїв. Тоді Дуері застосовує справжній ключ, щоб повернути Річарда до Горішнього Лондона. Повернувшись, Річард знову починає вести нормальне життя та ходить на роботу, однак тепер все навколо здається йому сірим та похмурим, через що він й вирішує знову повернутися до Долішнього Лондона, а Маркіз де Карабас допомагає здійснити це рішення.

## Персонажі

### Горішній Лондон
- Річард Мейг'ю, або Дік — молодий шотландець. Переїхавши до Лондона, він працює у сфері фінансів і живе, як пересічний житель столиці. Допомагає дівчині Дуері, коли її переслідують головорізи містер Круп та містер Вандемар. Провалюється крізь розколину світу й потрапляє до Долішнього Лондона.
- Джессіка Бартрем — Річардова дівчина, з якою він познайомився в Парижі, англійка. Вбачає в Річардові великі можливості й розраховує на те, що керуватиме ним твердою жіночою рукою. Джессіка та Річард заручені й мають невдовзі одружитися.
- Ґеррі — Річардовий співробітник, який працює у відділі корпоративних клієнтів.
- Сільвія — помічниця генерального директора у фірмі, де працює Річард.
- Містер Стоктон — бос Джессіки; проводить виставку своїх колекційних ангелів (статуї, картини, фрески) у Британському музеї, де є двері, що ведуть до справжнього ангела — Ізлінгтона.
- Кларенс — помічник Джессіки; чорношкірий гей. На її подив, найдієвіший, найкомпетентніший і найкращий із усіх помічників, що в неї колись були.

### Долішній Лондон
- Маркіз де Карабас — житель Долішнього Лондона. Живе з того, що надає послугу взамін за послугу й навпаки. Допомагає леді Дуері, бо заборгував її батькові, лорду Партіко.
- Старий Бейлі — мешканець дахів. Подібний до Робінзона Крузо, який зазнав кораблетрощі не на безлюдному острові, а на якомусь із дахів. Продає птахів та всіляку інформацію на Плавучому ринку. Допомагає воскресити де Карабаса, повернувши таким чином заборговану послугу.
- Гаммерсміт — коваль на Плавучому ринку; добрий знайомий леді Дуері.
- Лір — саксофоніст, який вказує Маркізу де Карабасу дорогу до Графського двору взамін за мелодію Блеза — Мерлінового наставника. Той мало не витрушує монети з кишень тих, що її слухають.
- Іліастер — безпритульний; приятель щуровустів.
- Леді Дуері — належить до родини з Дому Арки; старша дочка лорда Партіко. Як і решта членів її сім'ї, може створювати двері там, де ніяких дверей нема, відмикати всі замки й відчиняти двері всупереч усім тим, що хочуть, аби ті двері завжди залишалися зачиненими. Ця дівчина спричинила лихо, що сталося з Річардом Мейг'ю. Вона вирушає шукати замовника вбивства її родичів, щоб помститися за цей злочин.
- Лорд Партіко — батько леді Дуері. Мав намір об'єднати Долішній Лондон, «усунути розподіл на феоди й землі».
- Портія — матір леді Дуері.
- Арк — брат леді Дуері.
- Інґреса — молодша сестра леді Дуері.
- Варні — вважається найкращим охоронцем в усьому Долішньому з часів Мисливця. Володіє телекінезом. Містер Круп і містер Вандемар убили Варні, бо йому не вдалося перемогти у змаганні й стати підставним охоронцем леді Дуері.
- Франт Без Імені — бере участь у змаганні за посаду охоронця леді Дуері. Програє Райсліну.
- Райслін — учасник змагань за посаду охоронця леді Дуері. Його перемагає Варні.
- Мисливиця — здобула посаду охоронця леді Дуері, перемігши Варні. Зраджує леді Дуері взамін за списа, яким можна здолати Звіра.
- Його величність Граф — граф; давній друг лорда Партіка, тому й допомагає леді Дуері. Не терпить де Карабаса, якому заборонено з'являтись у графовій присутності.
- Герольд — літній вартовий у Графському дворі.
- Тулі — графів блазень.
- Гальвард — пристаркуватий вартовий у Графському дворі.
- Володар щуровустів — головний серед щуровустів; дає наказ Анестезії супроводжувати Річарда до Плавучого ринку.
- Анестезія — щуровустка, яка має провести Річарда до Плавучого ринку, але гине під час переходу через міст.
- Містер Круп і містер Вандемар — наймані вбивці, які полюють на леді Дуері. Стверджують, що вони спалили Трою, занесли Чорну Смерть до Фландрії, вбили багатьох королів, пап, героїв, а в шістнадцятому столітті закатували до смерті ченців монастиря в Тоскані.
- Містер Росс — вбивця, якого найняли містер Круп та містер Вандемар на Плавучому ринку, що відбувався у Вестмінстерському абатстві. Мав убити леді Дуері, але сам загинув від її рук.
- Брат Соболь — охоронець мосту; перша перепона на шляху до ключа, який відмикає в'язницю ангела Ізлінгтон. Зазнав поразки в бою з Мисливицею.
- Брат Сажус — другий чернець. Загадує леді Дуері загадку — друге випробування на шляху до ключа.
- Абат — ставить третю й останню перепону, яку має подолати Річард.
- Серпентина — одна з Семи сестер, яка допомагає леді Дуері.
- Даннікін — вождь Стічного народу. Витягнув тіло мертвого де Карабаса з каналу. Старий Бейлі обміняв у нього тіло на дезодорант «Шанель № 5».
- Ламія — одна з Оксамитових, яка працює провідницею й знає дорогу до ангела Ізлінтона. Якби не де Карабас, вона поцілувала б Річарда, відібрала б йому все тепло тіла й перетворила б його на таку саму холодну істоту, як вона сама.
- Звір — чудовисько, яке охороняло лабіринт на шляху до ангела Ізлінгтона. Загинув від руки Річарда, після того як смертельно поранив Мисливицю.
- Довгохвіст із клану Сірих — пацюк, який допомагає Дуері та Річарду.
- Ізлінгтон — грішний ангел, замовник убивства членів родини леді Дуері.

## Жанр
Літературні критики відносять роман «Небудь-де» до жанру міського фентезі. Така класифікація обґрунтована тим, що дія твору розвивається в магічному місті, відомому як Долішній Лондон. Більше того, у творі використано мотиви, притаманні міським легендам, а в певному місці оповіді Ніл Ґейман звертається до міської міфології, згадавши алігаторів, що живуть у нью-йоркській каналізації.
Книжка посідає чільне місце серед інших романів зі схожою тематикою та мотивами, як-от «Підсвіт» (1983; англ. Subworld) Філіс Ейзенштейн, «Ворота Анубіса» (1983; англ. The Anubis Gates) Тіма Пауерса, «Гламур» (1984, англ. The Glamour) Крістофера Пріста, романи «Трансмутації» (1985; Transmutations) та «Кабал» (1988; англ. Cabal) Клайва Баркера, «Дахосвіт» (1988; англ. Roofworld) Крістофера Фаулера та «Будинок щурів» (1991; англ. The House of Rats) Стівена Елбоза.

## Літературний аналіз
У передмові до видання Ніл Ґейман зізнався, що книга «Небудь-де» покликана викликати у читача враження, схожі з тими що сам автор мав при прочитанні, окрім іншого, книги Льюїса Керрола «Аліса в Дивокраї». Відповідно, у романі «Небудь-де» простежуються певні мотиви казки-роману «Аліса в Дивокраї» Льюїса Керрола, зокрема, помітні паралелі між деякими персонажами обох творів. Як зазначає літературознавець Даніель Стайнбах, можна провести паралелі між наступними персонажами обох творів: Алісою та Річардом Мейг'ю, Джессікою й Дуері та Білим Кроликом, Чеширським Котом та Маркізом де Карабасом, Серпентиною й Герцогинею та Чорною Королевою, мишеням Довгохвостом з клану Сірих та щуровустикою Анестезією..

## Адаптації і продовження
Під час страйку Гільдії сценаристів Америки 2008 року, Ніл Ґейман написав на одному зі своїх блогів:
|  | Страйк Гільдії сценаристів Америки триває. Я в захваті від того, що кінокомпанія «Weinstein Company» підписала контракт з Гільдією сценаристів Америки, погодившись на всі умови, а це означає, що тепер я можу повернутися до роботи над фільмом «Небудь-де». (Коротка історична довідка: у 1997 - 2000 роках я написав близько восьми варіантів кіносценаріїв для фільму «Небудь-де», але зрештою облишив цю справу. З'явилися інші люди, які взялись за написання сценарію <...>, однак проект довелося призупинити. Минулого року мої літературні агенти надіслали зацікавленим людям версію сценарію, який я написав 2000 року. Прочитавши, вони зацікавилися і проект отримав нове життя за участі продюсера Генсона та кінокомпанії «Weinstein Company». Ще потрібен режисер, але я щонайменше знову можу взятися за сценарій.)Оригінальний текст (англ.) The Writer's Strike continues. I was delighted that the Weinstein Company has just made a deal with the WGA, agreeing to all the terms, as that means I can now go back to work on the Neverwhere movie. (A short history -- I wrote about eight drafts of Neverwhere-the-movie between 1997 and 2000, and then retired. Other people came in and wrote scripts, some of which were hated and some of which weren't, but it died. Last year my agents sent someone who asked about it the version of the script they had, which was the last draft script I did in 2000, and people read it, got excited and suddenly it came back to life, with the Hensons producing and doing it with the Weinstein Company. It needs to find a director, but at least I can work on it now.) |

Проект, однак, призупинили на стадії розробки. 2015 року з'явилася інформація, що режисер Френсіс Лоуренс візьметься за нову телеадаптацію «Небудь-де».
У квітні 2010 року Роберт Каузларич на основі роману написав однойменну п'єсу, яку поставили на сцені театру «Лайфлайн» у Чикаго. Пол С. Голмквіст став режисером постановки, яка здобула фінансовий успіх і позитивну оцінку від критиків. Більше того, постановку відвідав сам Ніл Ґейман, а також Ленні Генрі (продюсер міні-серіалу «Небудь-де»).
2013 року на BBC 4 вийшла шестисерійна радіоадаптація «Небудь-де», яку озвучили Бенедикт Камбербетч (ангел Ізлінгтон), Джеймс Мак-Евой (Річард Мейг'ю), Наталі Дормер (Дуері), Софі Оконедо (Мисливиця), Девід Гервуд (Маркіз де Карабас) та інші. Адаптація отримала позитивну оцінку критиків і самого Ґеймана, який навіть заявив, що не проти, аби у такому ж акторському складі зняли голлівудський фільм.
Згодом Ніл Ґейман вирішив повернутися до написання оповідання «Як маркіз повернув собі пальто», яке розпочав 2002 року. 2014 року цей твір опубліковано у збірці «Негідники» за редакцією Джорджа Мартіна та Гарднера Дозуа.
2006 року німецький музикант Йоахім Вітт записав пісню про одного з персонажів роману — «Vandemar», яка увійшла до альбому-триб'юту творчості Ніга Ґеймана «Where's Neil When You Need Him?» .
Нині автор працює над продовження, яке матиме назву «Сім сестер». У лютому 2017 року Ніл Ґейман, презентуючи в Лондоні свій останній роман під назвою «Скандинавська міфологія», повідомив читачів, що вже написав перші три розділи майбутньої книжки-сиквела.

## Критика
На сторінках журналу «Кіркус Рев'ю» роман «Небудь-де» описано такими словами:
|  | Загалом, Ґейманова історія незмінно дотепна, повна пригод, страхітливо новаторська у своїй сучасній реалізації схожого міфологічного та фольк матеріалу (можливе прочитання «Небудь-де» як панк-постмодерністської «Королеви фей»). Рекомендується читачам, яким до вподоби фентезійні романи Тіма Пауерса та Вільяма Спенсера. Оригінальний текст (англ.) Altogether, Gaiman's story is consistently witty, suspenseful, and hair-raisingly imaginative in its contemporary transpositions of familiar folk and mythic materials (one can read Neverwhere as a postmodernist punk Faerie Queene). Readers who've enjoyed the fantasy novels of Tim Powers and William Browning Spencer won't want to miss this one. |

На сторінках газети «Сан-Дієго Юніон Триб'юн» написано, що «Небудь-де» — це «історія, зіткана однаковою мірою з кошмарів і мрій», а в рубриці «Книжковий світ» газети «Вашингтон Пост» стверджено, що Ґейману вдалося створити «докладно описане й захопливе альтернативне місто під Лондоном, яке цікаво досліджувати».
Музикантка Торі Еймос, подруга Ніла Ґеймана, так висловилася про цей роман:
|  | Я не хотіла, щоб ця книжка закінчувалася... Мисливиця, Ізлінгтон, Дуері — ці персонажі стали частиною мого життя... Я шалію від цієї книжки. |

## Нагороди
| Літературні премії                                               | Рік  | Результат |
| ---------------------------------------------------------------- | ---- | --------- |
| Найкраща книжка року за версією сайту SF Site (вибір редакторів) | 1997 | Перемога  |
| Премія академії наукової фантастики, фентезі та жахів            | 1998 | Перемога  |
| Міфопоетична премія                                              | 1998 | Номінація |
| Премія Жулі Верланже                                             | 1999 | Перемога  |

## Переклад українською
Українською мовою «Небудь-де» вперше переклав Віталій Ракуленко у 2017 року для видавництва KM Books".
- Ніл Ґейман. Небудь-де. Переклад з англійської: Віталій Ракуленко. Київ: KM Publishing, 2017. 432 стор. ISBN 978-617-7489-54-1

## Додаткова література
- Ґейман, Ніл (2017). Небудь-де. Переклад з англ.: Віталій Ракуленко. Київ: KM Publishing. 432 стор. ISBN 978-617-7489-54-1.